# مرکز بازدیدکنندگان

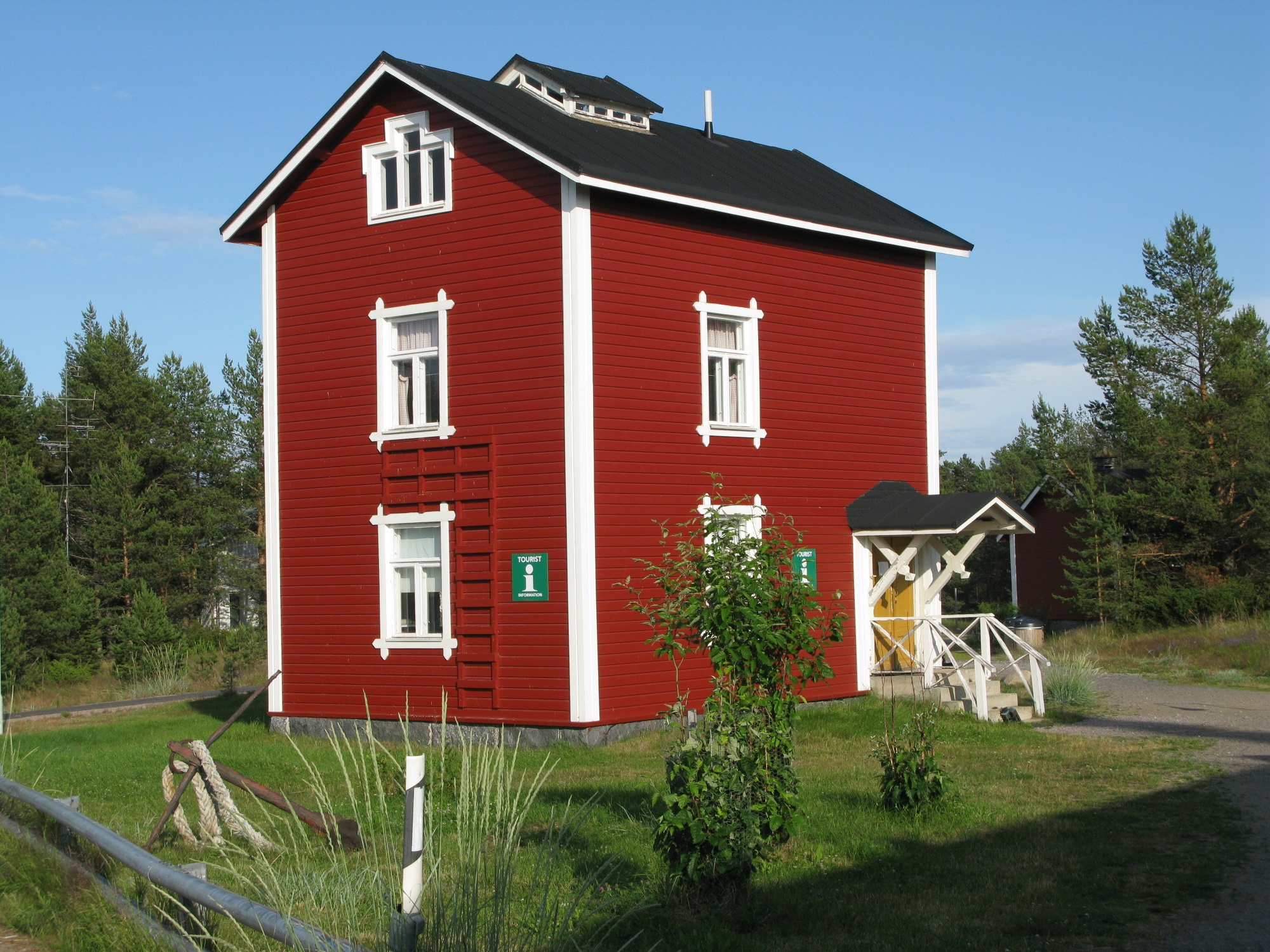
دفتر اطلاعات گردشگری جزیره هایلوتو در اوستروبوتنیای شمالی، فنلاند

مرکز بازدیدکنندگان (به انگلیسی: Visitors center) (به تفاوت‌های املایی انگلیسی آمریکایی و بریتانیایی مراجعه کنید)، مرکز اطلاعات بازدیدکنندگان، مرکز اطلاعات گردشگری، مکانی فیزیکی است که اطلاعات گردشگری را در اختیار بازدیدکنندگان قرار می‌دهد.